# Низовское сельское поселение (Калининградская область)
Низо́вское се́льское поселе́ние  — упразднённое в 2014 году муниципальное образование в составе Гурьевского района Калининградской области. Административный центр — посёлок Низовье.

## География
Площадь поселения 13610 га, из них сельскохозяйственные угодья составляют 1820 га, лесной фонд — 1638 га. Население 4310 человек.

## Название
- 17.06.1947 — 07.10.1977 -Низовский сельский Совет депутатов трудящихся и его исполнительный комитет Гурьевского районного Совета депутатов трудящихся и его исполнительного комитета
- 07.10.1977 — 01.11.1993 — Низовский сельский Совет народных депутатов и его исполнительный комитет Гурьевского районного Совета народных депутатов и его исполнительного комитета
- 1993?-30.06.1998 — Низовский сельский округ.
- 01.07.1998-29.05.2013 — Низовское сельское поселение

## История
Указом Президиума Верховного Совета РСФСР от 17 июня 1947 года в Гурьевском районе был образован Низовский сельский Совет.
По Указу Президиума Верховного Совета РСФСР от 25 июля 1947 года
Низовский сельский Совет вошел в состав Гурьевского района.
30 июня 2008 года в соответствии с законом Калининградской области № 254 образовано Низовское сельское поселение, в которое вошла территория Низовского сельского округа.
Законом Калининградской области от 29 мая 2013 года № 229, 1 января 2014 года все муниципальные образования Гурьевского муниципального района — Гурьевское городское поселение, Большеисаковское, Добринское, Кутузовское, Луговское, Низовское, Новомосковское и Храбровское сельские поселения — были преобразованы в Гурьевский городской округ.

## Население
| 2002 | 2010  | 2012  | 2013  |
| ---- | ----- | ----- | ----- |
| 4200 | ↗4409 | ↗4507 | ↗4612 |

## Состав сельского поселения
В состав сельского поселения входило 30 населённых пунктов
- Апрелевка (посёлок) — 130[7]
- Воробьёво (посёлок) — 86[7]
- Высокое (посёлок) — 427[7]
- Дворки (посёлок) — 132[7]
- Доброе (посёлок) — 134[7]
- Заозёрье (посёлок) — 418[7]
- Калиновка (посёлок) — 5[7]
- Каштановка (посёлок) — 13[7]
- Кошевое (посёлок) — 29[7]
- Красное (посёлок) — 35[7]
- Малинники (посёлок) — 290[7]
- Малиновка (посёлок) — 1[7]
- Матвеевка (посёлок) — 34[7]
- Молодецкое (посёлок) — 64[7]
- Нагорное (посёлок) — 58[7]
- Низовье (посёлок, административный центр) — 703[7]
- Ореховка (посёлок) — 21[7]
- Победино (посёлок) — 44[7]
- Подгорное (посёлок) — 8[7]
- Поддубное (посёлок) — 66[7]
- Прибрежное (посёлок) — 444[7]
- Прохоровка (посёлок) — 49[7]
- Родники (посёлок) — 757[7]
- Сазановка (посёлок) — 40[7]
- Славянское (посёлок) — 91[7]
- Солнечное (посёлок) — 69[7]
- Стрельцово (посёлок) — 15[7]
- Трубкино (посёлок) — 18[7]
- Ушаково (посёлок) — 182[7]
- Черемхово (посёлок) — 46[7]

## Транспорт
По территории поселения проходит автотрасса Калининград — Москва. Общая протяжённость всех дорог поселения составляет 131,1 км, в том числе
федерального значения — 32,5 км.

## Достопримечательности
- Кирха Хайлигенвальде (1344 года) в посёлке Ушаково[9]
- Кирха Святой Катарины (1320 года) в посёлке Родники — одно из древнейших церковных зданий на территории области, в ней сохранилось большое количество средневековых фресок
- Замок Вальдау (1264 года) в Низовье
- Мемориальный комплекс (1982 года) на братской могиле советских воинов, погибших в январе 1945 года в Низовье
- Памятник погибшим в годы Первой мировой войны в Низовье
- Музей «Вальдавский замок» в Низовье
- Памятный знак о пребывании в мае 1697 года в замке Вальдау царя Пётр I с Великим посольством
- Памятник видному государственному деятелю Пруссии Теодору фон Шёну
- В посёлке Родники построен федеральный кардиологический центр (начало работы — март 2012 года) и планируется строительство онкологического центра и нового здания областной инфекционной больницы[10]